# Filippa di Hainaut
Filippa di Hainaut o Hainault (Valenciennes, 24 giugno 1314 – Castello di Windsor, 15 agosto 1369) fu regina consorte di Edoardo III d'Inghilterra che le promise, nel 1326, che l'avrebbe sposata entro i successivi due anni.
Egli fu di parola, e i due si sposarono dapprima per procura, quando egli mandò il vescovo di Coventry a Valenciennes perché "lui potesse sposarla nel suo nome" nell'ottobre 1327. Il matrimonio vero e proprio avvenne nella Cattedrale di York il 24 gennaio 1328, pochi mesi dopo l'ascesa al trono di Edoardo, mentre in agosto provvide a fissarne l'ammontare della dote. Quando Edoardo si trovò lontano dall'Inghilterra Filippa agì più volte come reggente e altrettante volte lo accompagnò nelle sue spedizioni all'estero in Scozia, Francia o nelle Fiandre.
Filippa fu anche amata dal popolo inglese per la propria gentilezza e compassione che mostrò nel 1347 quando convinse il marito a risparmiare la vita dei Borghesi di Calais. Il più vecchio dei suoi quattordici figli fu Edoardo il Principe Nero che divenne noto per le proprie capacità in campo militare. Filippa morì all'età di cinquantacinque anni per le conseguenze dell'idropisia che l'affliggeva. Il The Queen's College di Oxford deve il suo nome a lei.

## La famiglia natia
Filippa, nata a Valenciennes, era figlia di Guglielmo I, conte di Hainaut e di Giovanna di Valois, pronipote di Luigi IX, il Santo, nipote di Filippo IV, il Bello, sorella del re di Francia Filippo VI di Valois.
Filippa era la quarta di otto fra fratelli e sorelle e la seconda di quattro femmine, sua sorella maggiore Margherita II di Hainaut sposò Ludovico il Bavaro nel 1324 e nel 1345 divenne suo jure Contessa dell'Hainaut dopo la morte del loro fratello Guglielmo II di Hainaut che era morto in guerra senza lasciare eredi. Guglielmo aveva avuto possedimenti non solo nella contea nativa, ma anche nella Zelanda oltre ad avere la Signoria di Frisia.
Questi possedimenti passarono a Margaret a seguito di un accordo fra Filippa e le altre sorelle. Quando lei ed Edoardo erano già sposati da tempo, fra il 1364 e il 1365 egli chiese che tali domini tornassero alla moglie, poiché Margaret era morta, senza però avere successo poiché il diritto ereditario locale dava la precedenza ai maschi, nello specifico al figlio di Margaret Guglielmo I di Baviera.

## Il fidanzamento
Edoardo II d'Inghilterra aveva deciso che un'alleanza con le Fiandre sarebbe stata un beneficio per l'Inghilterra e a questo proposito spedì il vescovo Walter de Stapledon (1º febbraio 1261-15 ottobre 1326) da Exeter al Continente in qualità di ambasciatore. Il suo scopo era quello di vedere le figlie del conte di Hainaut e scoprire quale di esse sarebbe stata una sposa papabile per il principe ed erede Edoardo. Filippa allora aveva solo otto anni, ma ben impressionò il prelato che descrisse in termini positivi la ragazzina lodando i suoi capelli scuri, gli occhi, altrettanto scuri, il naso piccolo, le labbra leggermente piene, i denti, benché non fossero del tutto bianchi, l'incarnato scuro, il collo sottile e delle forme che promettevano di diventare attraenti.
Quattro anni dopo Edoardo e Filippa vennero ufficialmente fidanzati quando la regina Isabella di Francia si recò nell'Hainaut per cercare l'aiuto del conte Guglielmo per deporre suo marito nell'estate 1326. Fu deciso che il fidanzamento sarebbe avvenuto in cambio dell'aiuto di Guglielmo, perché le loro nozze potessero avere luogo fu necessaria una dispensa papale dal momento che erano secondi cugini (perché entrambi discendenvano per parte di madre da Filippo III di Francia) e Papa Giovanni XXII gliela spedì da Avignone nel settembre 1327. Filippa si recò quindi in Inghilterra insieme al proprio seguito nel dicembre di quell'anno scortata dallo zio Jean de Beaumont (1288-11 marzo 1356) raggiungendo Londra per l'antivigilia di Natale.

## Il lungo matrimonio
Si sposò con Edoardo nella Cattedrale di York, il 24 gennaio 1328 e undici mesi dopo la sua ascesa al trono d'Inghilterra, diversamente dai suoi predecessori, ella si fece amare dal popolo inglese e non riempì la corte inglese di cortigiani provenienti dal suo paese d'origine. Per quanto Edoardo fosse sul trono chi governava effettivamente il paese erano sua madre ed il suo amante Ruggero Mortimer, I conte di March anche in virtù del fatto che Edoardo era soltanto sedicenne.
Poco dopo le nozze Filippa e il marito si ritirarono a vivere al Palazzo di Woodstock nell'Oxfordshire e giacché sua suocera non intendeva rinunciare al proprio titolo la sua incoronazione fu posticipata di un paio d'anni. Solo il 4 marzo 1330 Filippa ricevette finalmente la corona all'Abbazia di Westminster quando era incinta di sei mesi e, infatti, pochi mesi dopo nacque il suo primogenito Edoardo, pochi giorni prima del suo sedicesimo compleanno.
Nell'ottobre dello stesso anno Edoardo reclamò il proprio ruolo di re, mettendo in atto un colpo di Stato volto a deporre la madre ed il suo amante; entrambi vennero arrestati e Mortimer venne fatto giustiziare poco dopo, mentre Isabella fu mandata in esilio presso il Castello di Rising nel Norfolk rimanendovi per il resto della vita (morirà il 22 agosto 1358)
Filippa fu al fianco di Edoardo nelle sue spedizioni nel Regno di Scozia nel 1333 e in Fiandra nel periodo 1338/40), dove si guadagnò l'ammirazione di tutta Europa per la sua gentilezza e presso il marito per salvare la vita dei Borghesi di Calais (1346) che Edoardo aveva deciso di giustiziare come esempio per la cittadinanza.
Agì come reggente in diverse occasioni in cui il sovrano era sul continente esercitando su di lui una certa influenza che lo spinse ad interessarsi maggiormente allo sviluppo del commercio nazionale. Filippa fu anche la mecenate dello storico francese Jean Froissart.

## La morte
I suoi 40 anni di matrimonio con Edoardo furono felici, nonostante la relazione del marito con Alice Perrers, durante l'ultima parte di vita coniugale.
Gli anni portarono ad un appensatimento della figura di Filippa facendola divenire piuttosto paffuta e d'aspetto matronale, d'altrocanto ella aveva partorito quattordici figli e nove di loro erano sopravvissuti fino all'età adulta.
Filippa morì di idropisia nel Castello di Windsor il 15 agosto 1369 all'età di cinquantacinque anni, e fu sepolta nella Abbazia di Westminster soltanto sei mesi dopo il 29 gennaio 1370. La sua tomba è posta sul lato sud della cappella di Edoardo il Confessore ed è contrassegnata da una sua effigie in alabastro.
Il The Queen's College di Oxford deriva il suo nome da lei. Esso fu fondato da uno dei suoi cappellani, Roberto de Eglesfield, in suo onore.

## Discendenza
Filippa ed Edoardo ebbero tredici figli, nove dei quali raggiunsero la maggiore età, fra cui cinque maschi la cui rivalità portò allo scatenarsi del conflitto civile noto come Guerra delle due rose.
- Edoardo (1330 – 1376), noto come il Principe Nero. Celebre comandante militare, sposò Giovanna del Kent, da cui ebbe due figli, fra cui Riccardo II;
- Isabella (1332 – 1379). Sposò Enguerrand VII di Coucy ed ebbe due figli;
- Giovanna (1335 – 1348). Promessa sposa a Pietro di Castiglia, morì prima della celebrazione del matrimonio;
- Guglielmo (dicembre 1336 - febbraio 1337); nato e morto a Hatfield Manor House, sepolto a York Minster;
- Lionello, I duca di Clarence (1338 – 1368). Si sposò due volte ed ebbe una figlia dal suo primo matrimonio;
- Giovanni, I duca di Lancaster (1340 – 1399). Si sposò tre volte, con discendenza da tutti i matrimoni, fra cui Enrico IV;
- Edmondo, I duca di York (1341 – 1402). Si sposò due volte ed ebbe tre figli dal primo matrimonio;
- Bianca (marzo 1342 – marzo 1342); nata e morta nella Torre di Londra, sepolta nell'Abbazia di Westminster;
- Maria (1344 – 1362). Sposò Giovanni V di Bretagna, senza discendenza;
- Margherita (1346 – 1361); sposò John Hastings, II conte di Pembroke, senza discendenza;
- Tommaso (estate 1347 – settembre 1348); nato a Windsor, morì di peste e fu sepolto nella Chiesa di King's Langley, nell'Hertfordshire;
- Guglielmo (giugno 1348 – settembre 1348); nato a Windsor, sepolto nell'Abbazia di Westminster;
- Tommaso, I duca di Gloucester (1355 – 1397). Sposò Eleonora di Bohun, da cui ebbe cinque figli.

## Ascendenza
|                        |                        |                             | Genitori                 |  |  | Nonni |  |  | Bisnonni           |  |  | Trisnonni          |  |
|                        |                        |                             |                          |  |  |       |  |  | Giovanni d'Avesnes |  |  | Burcardo d'Avesnes |  |
|                        |                        |                             |                          |  |  |       |  |  | Giovanni d'Avesnes |  |  | Burcardo d'Avesnes |  |
|                        |                        | Margherita II delle Fiandre |                          |  |  |       |  |  | Giovanni d'Avesnes |  |  |                    |  |
| Giovanni I di Hainaut  |                        |                             |                          |  |  |       |  |  | Giovanni d'Avesnes |  |  |                    |  |
|                        |                        | Adelaide d'Olanda           | Fiorenzo IV d'Olanda     |  |  |       |  |  |                    |  |  |                    |  |
|                        |                        | Adelaide d'Olanda           | Fiorenzo IV d'Olanda     |  |  |       |  |  |                    |  |  |                    |  |
|                        |                        | Adelaide d'Olanda           | Matilde di Brabante      |  |  |       |  |  |                    |  |  |                    |  |
| Guglielmo I di Hainaut |                        | Adelaide d'Olanda           |                          |  |  |       |  |  |                    |  |  |                    |  |
|                        |                        | Enrico V di Lussemburgo     | Valerano III di Limburgo |  |  |       |  |  |                    |  |  |                    |  |
|                        |                        | Enrico V di Lussemburgo     | Valerano III di Limburgo |  |  |       |  |  |                    |  |  |                    |  |
|                        |                        | Enrico V di Lussemburgo     | Ermesinda di Lussemburgo |  |  |       |  |  |                    |  |  |                    |  |
| Filippa di Lussemburgo |                        | Enrico V di Lussemburgo     |                          |  |  |       |  |  |                    |  |  |                    |  |
|                        |                        | Margherita di Bar           | Enrico II di Bar         |  |  |       |  |  |                    |  |  |                    |  |
|                        |                        | Margherita di Bar           | Enrico II di Bar         |  |  |       |  |  |                    |  |  |                    |  |
|                        |                        | Margherita di Bar           | Filippa di Dreux         |  |  |       |  |  |                    |  |  |                    |  |
| Filippa di Hainaut     |                        | Margherita di Bar           |                          |  |  |       |  |  |                    |  |  |                    |  |
|                        | Filippo III di Francia | Luigi IX di Francia         |                          |  |  |       |  |  |                    |  |  |                    |  |
|                        | Filippo III di Francia | Luigi IX di Francia         |                          |  |  |       |  |  |                    |  |  |                    |  |
|                        | Filippo III di Francia | Margherita di Provenza      |                          |  |  |       |  |  |                    |  |  |                    |  |
| Carlo di Valois        | Filippo III di Francia |                             |                          |  |  |       |  |  |                    |  |  |                    |  |
|                        |                        | Isabella d'Aragona          | Giacomo I d'Aragona      |  |  |       |  |  |                    |  |  |                    |  |
|                        |                        | Isabella d'Aragona          | Giacomo I d'Aragona      |  |  |       |  |  |                    |  |  |                    |  |
|                        |                        | Isabella d'Aragona          | Iolanda d'Ungheria       |  |  |       |  |  |                    |  |  |                    |  |
| Giovanna di Valois     |                        | Isabella d'Aragona          |                          |  |  |       |  |  |                    |  |  |                    |  |
|                        |                        | Carlo II d'Angiò            | Carlo I d'Angiò          |  |  |       |  |  |                    |  |  |                    |  |
|                        |                        | Carlo II d'Angiò            | Carlo I d'Angiò          |  |  |       |  |  |                    |  |  |                    |  |
|                        |                        | Carlo II d'Angiò            | Beatrice di Provenza     |  |  |       |  |  |                    |  |  |                    |  |
| Margherita d'Angiò     |                        | Carlo II d'Angiò            |                          |  |  |       |  |  |                    |  |  |                    |  |
|                        |                        | Maria d'Ungheria            | Stefano V d'Ungheria     |  |  |       |  |  |                    |  |  |                    |  |
|                        |                        | Maria d'Ungheria            | Stefano V d'Ungheria     |  |  |       |  |  |                    |  |  |                    |  |
|                        |                        | Maria d'Ungheria            | Elisabetta dei Cumani    |  |  |       |  |  |                    |  |  |                    |  |
|                        |                        | Maria d'Ungheria            |                          |  |  |       |  |  |                    |  |  |                    |  |